# Luksemburgia

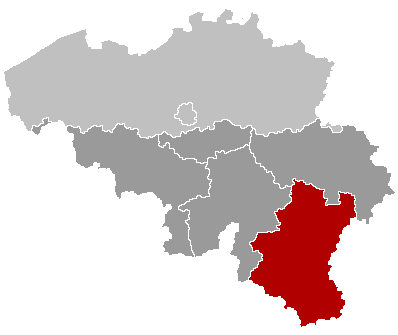
     Belgijska Prowincja Luksemburg

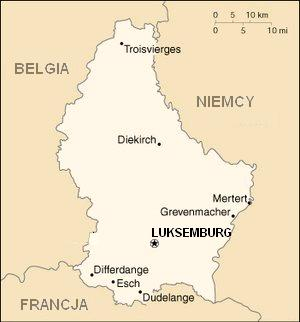
Mapa Luksemburga

Luksemburgia (fr. Luxembourg, flam. Luxemburg) - kraina historyczna w południowo-wschodniej Belgii, w federalnym Regionie Walońskim oraz w Księstwie Luksemburga.
Powierzchnia krainy wynosi ok. 7000 km², z tego 60% w Belgii, jest zamieszkana przez 730 000 ludzi, w tym 35% zamieszkuje część belgijską. Główne miasta to Luksemburg, Esch-sur-Alzette, Dudelange, Arlon i Bastogne.
Przed powstaniem niepodległej Belgii, prowincja pozostawała pod władaniem Wielkiego Księstwa Luksemburga, jednak w roku 1839, w wyniku ustaleń konferencji londyńskiej nastąpił podział tego państwa wzdłuż granicy etnicznej. Walońska część, stanowiąca ponad połowę dotychczasowej powierzchni Luksemburga weszła w skład Belgii.